# The Peanut Butter Conspiracy
The Peanut Butter Conspiracy est un groupe américain de rock psychédélique, originaire de Los Angeles, en Californie.

## Biographie
Le groupe se forme en 1966 à Los Angeles, à partir du groupe de folk rock The Ashes dont faisaient partie John Merrill (guitare et chant), Alan Brackett (basse et chant), Barbara Robison dite Sandi (chant), Spencer Dryden (batterie) et Jim Cherniss (guitare et chant). Plus tôt, le groupe s’appelait The Young Swingers. The Ashes sortirent un single en 1966 chez le label Vault : Is there Anything I Can Do ?, écrit par Jackie DeShannon. Dryden quitte cependant The Ashes pour remplacer Skip Spence dans le groupe Jefferson Airplane et Barbara Robison partit également pour mettre au monde son enfant. C'est la fin du groupe.
Alan Brackett engage un nouveau guitariste, Lance Baker Fent, ainsi qu’un nouveau batteur, Jim Voigt. Il nomme ce trio The Crossing Guards. John Merrill et Barbara Robison les rejoignent et le nouveau quintette est baptisé The Peanut Butter Conspiracy.
Ils signent chez Columbia Records à la fin de l’année 1966, et sortent le single It’s a Happening Thing, produit par Gary Usher. Leur premier album, The Peanut Butter Conspiracy is Spreading, aussi produit par Gary Usher, sort peu après. Usher engage à cette occasion Glen Campbell et James Burton pour donner un peu plus de consistance au son du groupe. Le single Turn On a Friend (to the Good Life) n’entre pas dans le classement des ventes. Ils se produisent cependant partout aux États-Unis, engagent un nouveau guitariste, Bill Wolff, et enregistrent leur deuxième album, généralement considéré comme leur meilleur, pour Columbia Records, The Great Conspiracy,.
Ils signent en 1968 chez Challenge, l’une des filiales de Warner Bros. Records, avec une formation rafraîchie incluant l’ex-claviériste de Clearlight Ralph Schuckett ainsi que le batteur Michael Ney. Ils enregistrent leur dernier album : For Children of All Ages, écrit et mixé par Brackett. Au même moment, Merrill avait reformé The Ashes dont le seul album est produit en 1970 chez Vault.
The Peanut Butter Conspiracy entreprennent une tournée finale avant de se séparer en 1970. Merrill et Brackett continuent à écrire et à produire d’autres artistes. Barbara Robison qui fait partie de la tournée de 1970, et meurt en 1988. De son côté, Lance Baker Fent fait toujours partie du monde du rock 'n' roll grâce à son label, GreenManMedia.

## Discographie
- 1967 : The Peanut Butter Conspiracy is Spreading (mars)
- 1967 : The Great Conspiracy (décembre)
- 1969 : For Children of All Ages